# Son plus beau combat
Pour plus de détails, voir Fiche technique et Distribution.
Son plus beau combat ou Son dernier combat (The Patent Leather Kid) est un film américain réalisé par Alfred Santell, sorti en 1927.

## Synopsis
Un boxeur d'origine américaine, fort égocentrique, accomplit un acte héroïque pendant la Première Guerre mondiale, qui le laissera gravement blessé. 

## Fiche technique
- Titre original : The Patent Leather Kid
- Titre français : Son plus beau combat ou Son dernier combat
- Réalisation : Alfred Santell
- Scénario : Gerald C. Duffy, Rupert Hughes, Adela Rogers St. Johns et Winifred Dunn
- Production : Alfred Santell
- Société de production : First National Pictures
- Pays d'origine : États-Unis
- Format : Noir et blanc - 1,33:1 - Film muet
- Genre : Drame
- Durée : 150 minutes
- Date de sortie : 1927

## Distribution
- Richard Barthelmess : Le gamin
- Molly O'Day : Curley Boyle

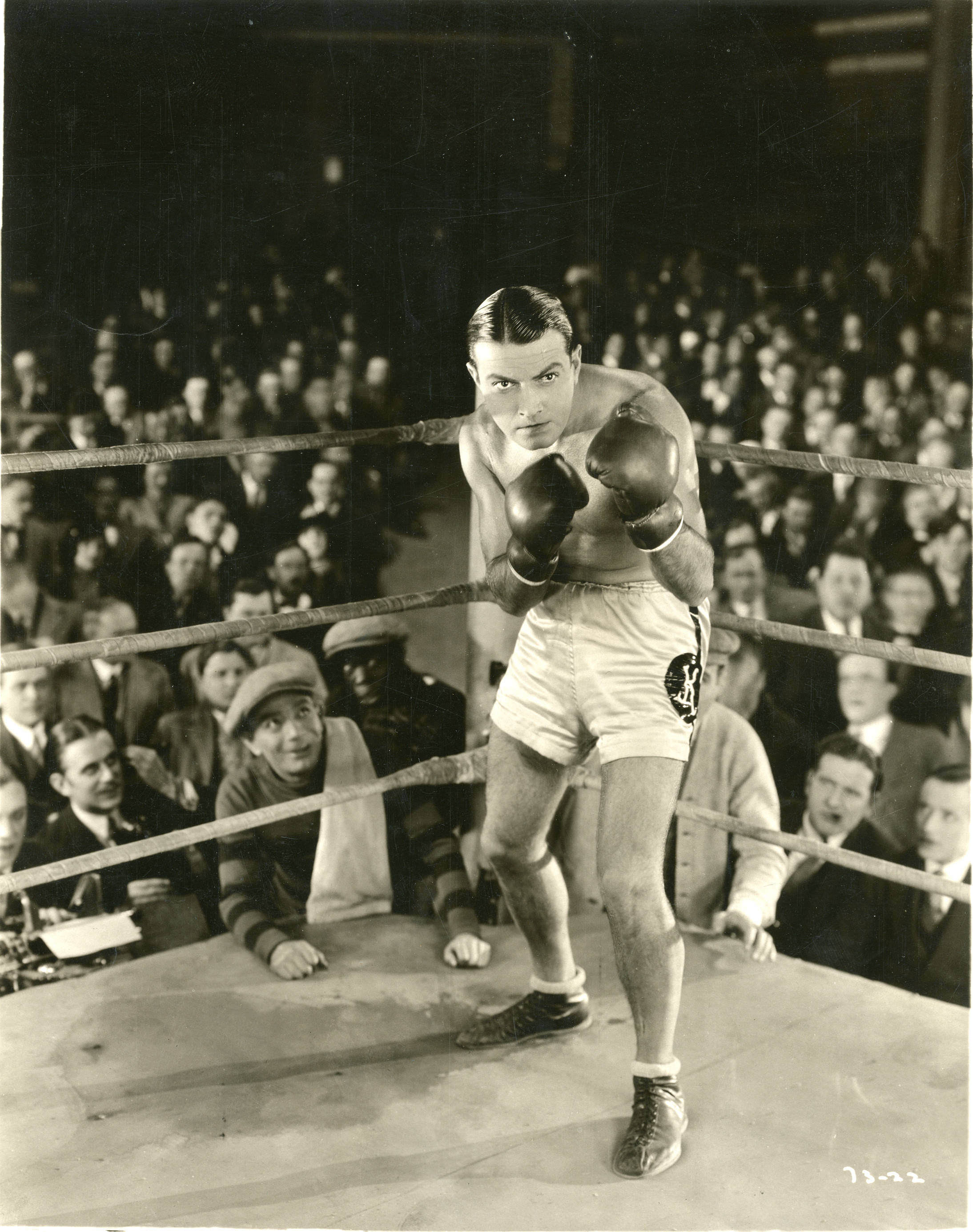
Richard Barthelmess dans le rôle du boxeur.

- Lawford Davidson : Lieutenant Hugo Breen
- Hank Mann : Sergent
- Nigel De Brulier : Le docteur français
- Matthew Betz : Jake Stuke
- Lucien Prival : L'officier allemand